# Auletobius congruus
Espèce
Auletobius congruus  est une espèce d'insectes appartenant à la famille des Attelabidae.